# Батько наш — Бандера
Ба́тько наш — Банде́ра, Украї́на — ма́ти (с укр. — «Отец наш — Бандера, Украина — мать») — украинская патриотическая военная песня об умирающем после ранения бойце Украинской повстанческой армии, которого оплакивает мать.

## История
Почти полностью идентичная мелодия зафиксирована в песне «Зажурились хлопці». Также существуют похожие по содержанию, но с другими мелодиями песни: «Ой там піді Львовом», «Ой там під Кийовом», «Ой, у лісі під дубом зеленим» и «Ой, там під Хустом, під дубом зеленим».
В информационном пространстве песня появилась в марте 2019 года в исполнении священников Православной церкви Украины под руководством протоиерея Анатолия Зинкевича. 1 января 2021 после панихиды по случаю 112-й годовщины со дня рождения Степана Бандеры песня прозвучала в исполнении духовенства ПЦУ Ивано-Франковска.
Осенью 2021 года львовские школьники инициировали флешмоб в социальной сети TikTok с призывом исполнять эту песню. Количество исполнителей и просмотров вызвало интерес в СМИ и спровоцировало популярность на YouTube.

### Исполнение песни в Беларуси и России
В ноябре 2022 года на фоне российского вторжения в Украину суд Центрального района белорусского города Гомеля признал песню экстремистской в стране. 
В июне 2025 года в российском городе Тольятти группа подростков-выпускников исполнина гимн Украины и песню «Батько наш — Бандера», за что против них СК РФ возбудил уголовное дело о реабилитации нацизма.

## Текст
Вторая строка каждого из двустиший поётся дважды.

| Оригинал Батько наш — Бандера, Україна — мати, Ми за Україну пiдем воювати! Ой, у лісі, лісі, під дубо́м зеленим, Там лежить повстанець тяже́нько ране́ний. Ой, лежи́ть він, ле́жить, терпить тяжкі муки, Без ліво́ї но́ги, без право́ї ру́ки. Як прийшла до нього рідна мати йо́го, Плаче і ридає, жа́лує йо́го. Ой, сину́ ж мій, си́ну, вже навоювався, Без право́ї ручки, без ніжки зостався. Мами ж наші, мами, не плачте́ за нами, Не плачте́ за нами гіркими сльозами. Батько наш — Бандера, Україна — мати, Ми за Україну пiдем воювати! А ми з москалями та й не в згоді жили, На само́го Пе́тра у́ бій ми вступили. Москалі тікали, аж лапті́ губили, А наші за ними постріли били. Батько наш — Бандера, Україна — мати, Ми за Україну пiдем воювати! Ой, як мати сина сво́го поховала На його могилі сло́ва написала. На його могилі сло́ва написала: Слава Україні! Всім героям слава! | Перевод Отец наш — Бандера, Украина — мать, Мы за Украину пойдём воевать! Ой, в лесу, лесу, под дубом зелёным, Там лежит повстанец тяжко раненый. Ой, лежит он, лежит, терпит тяжкие муки, Без левой ноги, без правой руки. Как пришла к нему родная мать его, Плачет и рыдает, жалеет его. Ой, сын же мой, сын, уже навоевался, Без правой ручки, без ножки остался. Мамы ж наши, мамы, не плачьте по нам, Не плачьте по нам горькими слезами. Отец наш — Бандера, Украина мать, Мы за Украину пойдём воевать! А мы с москалями да не в согласии жили, На самого Петра в бой мы вступили. Москали убегали, аж лапти теряли, А наши по ним выстрелами били. Отец наш — Бандера, Украина — мать, Мы за Украину пойдём воевать! Ой, как мать сына своего похоронила На его могиле слова написала. На его могиле слова написала: Слава Украине! Всем героям слава! |